# Hor-Â
Hor-Â est un potentiel roi de l'Égypte antique, initialement assimilé à un roi de la période prédynastique, puis assimilé par certains au roi Hor-Qâ de la Ire dynastie. Il aurait donc vécu dans la seconde moitié du IVe millénaire avant l'ère commune ou au début du IIIe millénaire selon l'hypothèse prise.

## Découverte
Au cours de la saison 2004 du North Kharga Oasis Survey (NKOS) sous la direction de Salima Ikram, un serekh a été découvert sur la face nord-est d'un massif de grès entre 10 à 12 kilomètres au sud-ouest de Oumm el-Dabadib dans l'oasis de Kharga. Il était isolé à proximité du Darb Ain Amur, l'ancienne route caravanière qui reliait l'oasis de Kharga à l'oasis de Dakhla via le site d'Oumm el-Dabadib et Ain Amoum. Le serekh était situé parmi d’autres groupes de graffitis avec des styles et des profondeurs de coupe différents, ce qui implique qu’ils provenaient de périodes différentes. Autour du serekh sur le massif de grès se trouvent des illustrations de divers animaux, dont un crocodile, une girafe, un hippopotame, une autruche, une vache ou un taureau et un oryx éventuellement en gestation.

## Identification
Le serekh est surmonté d'un faucon, comme il est conventionnel pour les serekhs, et contient un seul signe. Le signe serait un bras. L'une des pattes du faucon atteint le serekh, et la position accroupie du faucon est typique des serekhs de la dynastie 0 ou de la Ire dynastie.
Si la lecture du hiéroglyphe est correcte, ce nom serait à lire « Hor-Â » (Ḥr-ˁ) et correspondrait donc à un roi non attesté par ailleurs de la période prédynastique ou de la Ire dynastie.
Une autre identification a été proposée par d'autres chercheurs en le roi Hor-Qâ, huitième roi de la Ire dynastie et dont le serekh est écrit habituellement avec les hiéroglyphes de la colline et du bras.